# Janus Erasmius
Janus Erasmius (ook Johannes Erasmius, Utrecht, 1604 - Alkmaar, 12 april 1658) was een Nederlandse classicus, historicus?, humanist, schrijver en dichter in het Latijn. Hij studeerde in Utrecht bij Antonius Aemilius (1589 - 1660), hoogleraar aan de Illustere school te Utrecht in 1634 en gewoon hoogleraar Geschiedenis en de politica aan de Universiteit Utrecht vanaf 26 maart 1636 in de Philosophische faculteit. In 1634 was Janus Erasmius rector te Tiel en in 1641 werd hij opvolger van Johannes Lavinius als rector aan de Latijnse school te Harderwijk, en hoogleraar in de Griekse taal- en redeneerkunde aan de Harderwijkse Hogeschool. Later vertrok hij naar Alkmaar waar hij in 1644 prorector (conrector) werd.
Zijn nagelaten werken Opera posthuma bestaan uit artikelen over verschillende onderwerpen, samengesteld uit citaten van oude Romeinse schrijvers, met een vrije Nederlandse vertaling van Erasmius, en de toespraken De dignitate artis dialecticae (1641), De instaurata Bibliotheca Tielana (1635) en De perpetua Pace inter Philippum IV, Hispaniarum Regem, et Confoederatos Ordines, confirmata M.D C. XLVIII (1648), gevolgd door Latijnse gelegenheidsgedichten (Fasciculus Poëmatum?). "De gedichten zijn zeer middelmatig, even gelijk die van zijn vriend Neuhusius" (Regnerus of Reinerus Neuhusius, 1608-1679) schreef Van der Aa zuinig.
Deze nagelaten werken dienden vaak als schoolprijs voor leerlingen op Latijnse scholen in Gelderland.
Johannes Erasmius moet niet verward worden met Johannes Erasmius Froben, auteur en zoon van de uitgever Johann(es) Froben (Johannes Frobenius) van Desiderius Erasmus te Bazel uit de 16e eeuw.

## Publicaties
Onder meer
- Fasciculus Poëmatum, dichtbundel
- 1629: Iani Erasmii Ultrajectini Cento Virgilianvs dicatus magnanimo ac invicto heroï Frederico Henrico, Principi Auraico, Comiti Nassovio, Meurs, Buren, Leerdam, &c. confoederatarum Belg. Provinciar. militiæ duci fortissimo : devictâ munitissimâ, & nunquam expugnatâ vrbe Sylva-dvcis, Utrecht, Abraham van Herwijck. Redevoering naar aanleiding van de verovering van 's Hertogenbosch door Frederik Hendrik van Oranje
- 1635: Oratio panegyrica de instaurata bibliotheca Tielena, lofrede bij de oprichting van een bibliotheek in Tiel, gehouden in Tiel op 2 januari 1635[7]
- 1641: Oratio de dignitate artis Dialecticae, intreerede als hoogleraar aan de Universiteit van Harderwijk, gehouden te Harderwijk op 3 juli 1641[7]
- 1648: Oratio de perpetuâ pace, inter Philippum IV Hispaniarum regem, et confaederati Belgii ordines, confirmatâ MDCXLVIII. Habita Alcmariae ..., redevoering over de Vrede van Munster, gehouden te Alkmaar op 5 juni 1648[7]
- Opera posthuma (Nagelaten werk)
  - 1663-1665: Jani Erasmii Opera posthuma : eruditi ac jucundi argumenti : in usum illustrum scholarum (met eigen vertaling in het Nederlands), Harderwijk, Arnoldus Gualtherus Parck. Tweede druk 1679-1680, Amsterdam[3]
  - 1691: Viri clarissimi, Jani Erasmii ... Opera posthuma: eruditi ac jucundi argumenti. : in usum illustrium scholarum (twee delen), Amsterdam, weduwe Joannes van Someren[3]

## Vernoemd

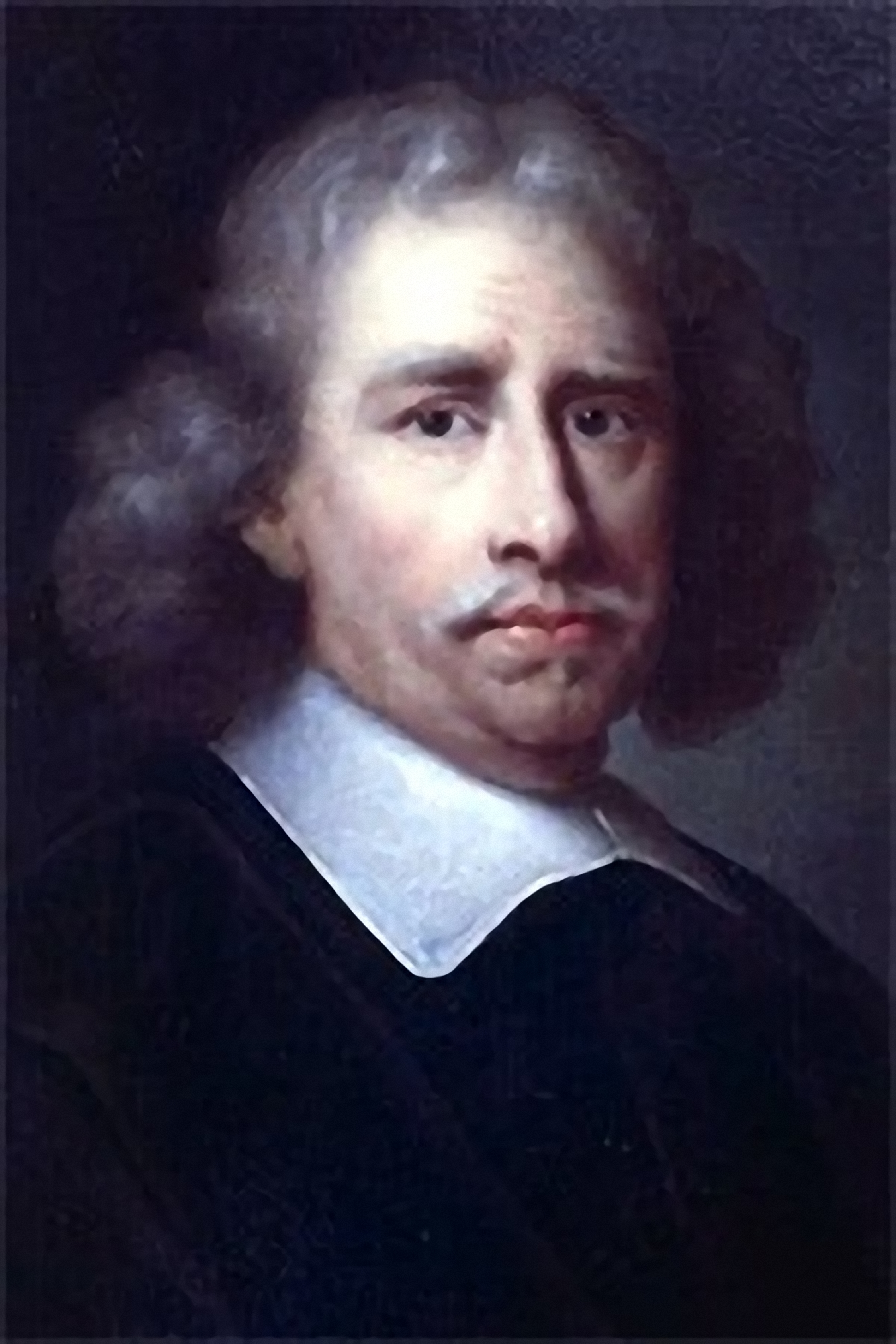
Een docent van Janus Erasmius: Antonius Aemilius (1589 - 1660). Hoogleraar aan de Illustere school te Utrecht in 1634, gewoon hoogleraar Geschiedenis en de politica aan de Universiteit Utrecht vanaf 26 maart 1636.

- Janus Erasmiusstraat, Tiel

## Verdere literatuur
- H. van Heiningen: Erasmius aan de wieg van het Tielse gymnasium, De Gelderlander 30 januari 2006
- E.J.Th.A.M.A. Smit en H.J. Kers: Van d’Oude School tot Lingecollege. West-Betuwse Monografieën IV. Tiel 1995. Alleen vermelding op pag. 6. Uitgave Streekarchivariaat Tiel-Buren-Culemborg
- E. Smit: Janus Erasmius. 1604-1658. Rector van de Latijnse School. Biografisch Woordenboek van Tiel. Deel 5. Tiel 2009. Pag. 34 t/m 36
- E. Smit: Een wetenschappelijk boek uit de 17e eeuw. De Nieuwe Kroniek. Uitgave Oudheidkamer Tiel en Omstreken. 2019/2. Pag. 4 t/m 6.